# Join Together (livealbum)
Join Together is een livealbum van de Britse rockband The Who uit 1990 met materiaal van hun tournee uit 1989. In 1982 is er al een album uitgekomen onder dezelfde naam met singles die zijn uitgegeven in de periode tussen 1970 - 1973.

## Track Listing

### Disc 1
1. Overture/It's a Boy
2. 1921
3. Amazing Journey
4. Sparks
5. Eyesight to the Blind
6. Christmas
7. Cousin Kevin
8. Acid Queen
9. Do You Think It's Alright?
10. Fiddle About
11. Pinball Wizard
12. There's a Doctor
13. Go to the Mirror Boy
14. Tommy Can You Hear Me
15. Smash the Mirror
16. Sensation
17. Miracle Cure
18. Sally Simpson
19. I'm Free
20. Tommy's Holiday Camp
21. We're Not Gonna Take It

### Disc 2
1. 5:15
2. Join Together
3. I Can See For Miles
4. Face the Face
5. Eminence Front
6. Dig
7. Behind Blue Eyes
8. A Little Is Enough
9. Love Reign O'er Me
10. Rough Boys
11. Trick of the Light
12. You Better You Bet
13. Won't Get Fooled Again